# Wołczuny (stacja kolejowa)
Wołczuny (lit. Valčiūnai) – węzłowa stacja kolejowa w miejscowości Wołczuny, w rejonie wileńskim, na Litwie. Leży na linii Równe – Baranowicze – Wilno.